# Aeroportul Internațional Banjul
Aeroportul Internațional Banjul (IATA: BJL, ICAO: GBYD) este un aeroport din Diviziunea Western, Gambia ce deservește zona Banjul. A fost numit după zona deservită.
Situat la o altitudine de 29 m, aeroportul dispune de 1 pistă.

## Infrastructură

### Piste
Aeroportul dispune de o singură pistă. Pista are orientarea 14/32.